# Michał Zbylut
Michał Zbylut (ur. 21 kwietnia 1938 w Jodłówce Tuchowskiej, zm. 10 maja 2010) – polski działacz spółdzielczy i polityk, poseł na Sejm X kadencji.

## Życiorys
Ukończył w 1978 studia magisterskie z zakresu administracji na Wydziale Prawa i Administracji Uniwersytetu Jagiellońskiego. Pracę rozpoczął w 1956 w Hucie Szkła Okiennego „Szczakowa” w Jaworznie, gdzie pracował do 1972, w latach 1967–1972 pełnił funkcję przewodniczącego rady zakładowej. Od 1972 do 1973 był dyrektorem Miejskiego Przedsiębiorstwa Gospodarki Komunalnej w Jaworznie, a w okresie 1974–1977 miejscowego Miejskiego Przedsiębiorstwa Komunikacji. Przez szereg lat związany z działalnością spółdzielczą, m.in. jako prezes zarządu PSS „Społem” w Jaworznie.
W 1958 wstąpił do Polskiej Zjednoczonej Partii Robotniczej. Pełnił funkcję radnego Wojewódzkiej Rady Narodowej w Krakowie oraz członka prezydium Miejskiej Rady Narodowej w Jaworznie. W 1989 uzyskał z ramienia partii mandat posła na Sejm kontraktowy z okręgu jaworznickiego. Na koniec kadencji należał do Parlamentarnego Klubu Lewicy Demokratycznej, pracował w Komisji Handlu i Usług, Komisji Nadzwyczajnej do rozpatrzenia projektów ustaw dotyczących spółdzielczości i Komisji Polityki Gospodarczej, Budżetu i Finansów. W 1991 nie ubiegał się o reelekcję.
Pochowany na cmentarzu w jaworznickiej Szczakowej.

## Odznaczenia
- Krzyż Kawalerski Orderu Odrodzenia Polski (1985)
- Złoty Krzyż Zasługi
- Brązowy Krzyż Zasługi
- Medal 40-lecia Polski Ludowej